# Eleição parlamentar na Costa do Marfim em 1995
A eleição parlamentar marfinense de 1995 ocorreu em 26 de novembro. Ao todo, 10 partidos políticos e um número significativo de candidatos independentes boicotaram o pleito por contestarem a lisura do processo de composição das listas de eleitorais. Entretanto, os partidos opositores Reagrupamento dos Republicanos e Frente Popular Marfinense, apesar de endossarem tais críticas, optaram por não aderir ao boicote e lançaram candidatos à disputa dos 175 assentos da Assembleia Nacional. Ao todo, o RDR e a FPI obtiveram, respectivamente, 7.43% e 6.86% dos votos válidos e elegeram, somados, 25 deputados. Por sua vez, o até então hegemônico PDCI obteve a esmagadora maioria de 85.71% dos votos válidos e elegeu 150 deputados.

## Resultados eleitorais
| Partido                           | Partido                              | Votos     | %     | Cadeiras | +/–  |
| --------------------------------- | ------------------------------------ | --------- | ----- | -------- | ---- |
|                                   | Partido Democrata da Costa do Marfim | Sem dados | 85.71 | 150      | 13   |
|                                   | Reagrupamento dos Republicanos       | Sem dados | 7.43  | 13       | Novo |
|                                   | Frente Popular Marfinense            | Sem dados | 6.86  | 12       | 3    |
|                                   | Vacantes                             | Sem dados | –     | 50       | –    |
| Total de votos válidos            | Total de votos válidos               | –         | –     | –        | –    |
| Votos inválidos (brancos e nulos) |                                      | –         | –     | –        | –    |
| Total de votos registrados        |                                      | –         | –     | –        | –    |
| Eleitorado apto a votar           |                                      | –         | –     | –        | –    |